# Eleições estaduais da Austrália Meridional de 2002
As Eleições estaduais da Austrália Meridional de 2002 foram realizadas no dia 9 de Fevereiro de 2002. As eleições objetivavam preencher os 47 lugares da Assembléia da Austrália Meridional. O histórico Partido Liberal da Austrália lançou Rob Kerin para primeiro-ministro, tendo Mike Rann, pelo Partido Trabalhista Australiano, como opositor.
|  | Partido                                      | Votos    | %     | Balanço | Assentos | Mudança |
|  | Partido Liberal Australiano                  | 378,929  | 39.97 | -0.43   | 20       | -3      |
|  | Partido Trabalhista Australiano              | 344,559  | 36.34 | +1.18   | 23       | +2      |
|  | Partido Democrata Australiano                | 71,026   | 7.49  | -8.95   | 0        | 0       |
|  | Partido Primeiro a Família                   | 25,025   | 2.64  | *       | 0        | 0       |
|  | Partido Uma Nação                            | 22,833   | 2.41  | *       | 0        | 0       |
|  | Partido Verde da Austrália Meridional        | 22,332   | 2.36  | *       | 0        | 0       |
|  | Partido Nacionalista da Austrália Meridional | 13,748   | 1.45  | -0.29   | 1        | 0       |
|  | Independentes                                | 40,288   | 4.25  | +1.12   | 3        | +2      |
|  | Outros                                       | 29,292   | 3.09  |         | 0        | 0       |
|  | Total                                        | 948,032  |       |         | 47       |         |
|  | Partido Trabalhista Australiano              | Ganhador | 49.10 | +0.60   | 24       | +3      |
|  | Partido Liberal da Australiano               |          | 50.90 | -0.60   | 23       | -3      |